# André Filippini
André Filippini, född 13 september 1924 i Sion, död 18 november 2013 i Sion, var en schweizisk bobåkare.
Filippini blev olympisk bronsmedaljör i fyrmansbob vid vinterspelen 1952 i Oslo.